# Вишегор (Сафоновський район)
Вишегор (рос. Вышегор) — присілок Сафоновського району Смоленської області Росії. Входить до складу Вишегорського сільського поселення.
Населення — 742 особи (2007 рік).